# Until We Meet Again〜運命の赤い糸〜
『Until We Meet Again～運命の赤い糸～』（アンティル・ウィー・ミート・アゲイン うんめいの あかい いと、タイ語：ด้ายแดงซีรีส์）は、2019年から2020年にかけてタイで放送されたナタット・シリポントーン （フルーク）とティティワット・リットプラスート（オーム）が主演するテレビドラマシリーズで、レイジ―シープ（LazySheep）の『ด้ายแดง』（The Red Thread）を原作とした、前世の記憶を持つ大学生2人のラブストーリーである。
『ラブ・バイ・チャンス/Love By Chance』を手掛けたシワット・サワットマニークンが監督し、2019年11月9日から2020年3月1日にタイで放送され、その後LINE TVでも配信された。
スピンオフ作品として、ウィンとティームを主役とした『เชือกป่าน (Between Us～縒り合わせる運命～)』が2022年にWeTVにて放送された。

## あらすじ
80年代、マフィアのボスの息子で読書家の大学生コーンと、天真爛漫な新入生のインタッチ（イン）は恋人同士だった。しかしそれぞれの父親から2人の関係について反対され続け、ついに2人はインの誕生日に自殺してしまう。30年後、大学で出会った新入生のパームと水泳部の部長であるディーンは、過去の人生で結ばれた運命の赤い糸により、すぐにお互いに特別なつながりがあることに気付く。
出会ったことにより徐々に過去の記憶が蘇りはじめた2人は、2人の新しい人生を歩むことができるのか、はたまた再び悲劇を繰り返してしまうのだろうか。

## キャスト
＊以下、役名：俳優名(チューレン)で表記。

パーム：ナタット・シリポントーン（フルーク）
19歳の大学1年生で経済学部に所属している。大学の料理研究部に入部する。レストランを経営する母の影響で料理全般が得意で、特にタイの伝統菓子に詳しい。弟がいる。突発的な大きな音が苦手で、聞くとパニックになる。インタッチの生まれ変わり。
ディーン：ティティワット・リットプラスート（オーム）

経営学部の大学3年生で水泳部の部長。妹と弟がいる。コーンの生まれ変わり。
インタッチ(イン)：カッサモンナット・ナームウィロート（アース）
パームの前世。家業の影響で敬遠されていたコーンに一目惚れした。周囲の目を気にしない楽観的な性格。
コーン：ノッパカーオ・デーチャーパッタナクン（カオ）
ディーンの前世。父親が違法な家業を営んでおり、3人兄弟の長男であるコーンは家業を継ぐように求められている。読書が趣味。
ティーム：ウォルート・チャワリットルティウォン（プレム）
パームの親友であり、水泳部に入部した大学1年生。よく先輩のウィンにからかわれている。
ウィン：ノッパナット・ガンタチャイ（ブーン）
ディーンの親友であり、水泳部の副部長。水泳部の後輩であるティームをからかうのを楽しんでいる。背中に大きなタトゥーがある。
マナウ：サマンサ・メラニー・コーツ（サミー）
パームとティームの親友の大学1年生。ディーンの妹のデルとともに演劇部に入部した。
プルーク：スパデック・ウィライラット（ボストン）
水泳部の部員で、マナウに関心を寄せるイケメン。
デル：ファンニン・チャーンマヌーン（パイアー）
ディーンとドンの妹で、マナウと同じ演劇部に入部した。
ドン：ワナット・サンティァンプラパイ（ミックス）
ディーンの弟でデルの兄。
シン：パチャラ・スアンシー（ジャー）
ディーンの先輩でソーンの恋人。ディーンがコーンとインについて調査するのを手助けする。
ソーン：ナパット・ウィカイルーロー（ナ）
ディーンの友人であり、シンの恋人。
Wongnate：ソンシット・ルンノパクンシー（コブ）
ディーンの父親。
アリン：シンチャイ・プレインパニ
ディーンの母親。
アン(現代)：タリカ・ティダティ/アン（30年前）：サウィットゥリー・スティチャノン（ボーウ）/アン（子供）：プローイ・ソンナリン
インタッチの姉。

アリヤサクン：ニルット・シリチャンヤー
コーンの父親。
クリット：フォンラワット・マヌープラサート/クリット(30年前)：キーラティ・プアンマリー（タイトル）
シンの父親。

アレックス：ピーラウィット・アッタチットサターポーン（ミーン）
マナウとデルが入部した演劇部の部長。パーム興味を持つ。
ミュウ：スラ・プームプンサワット（ヨット）
水泳部の部員。
プーム役：サランウット・チャッジャラッサーン（ボール）
パームの弟。
インの親友：タナポン・スクムパンタナーサーン（パース）
Dej：ウィッタウィン・ウィーラウィティヤナン（ベスト）
料理研究部の部員。
ディーンの経営学部の友人：ラッタウィット・キットウォララック（プラン）
ディーンの友人：ナパット・ナ・ラノーン（ガン）

## サウンドトラック
- Dome Jaruwat – I Found You (オープニングテーマ)[2]
- Boy Sompob – Until We Meet Again[3]
- Boy Sompob – Until We Meet Again (英語バージョン)[4]
- Namcha - Until We Meet Again
- Until We Meet Again cast – Luckiest Boy
- Boy Sompob – Luckiest Boy
- Boy Sompob – Luckiest Boy (英語バージョン)[5]
- Boun Noppanut Guntachai – Or We Have Met
- Samantha Melanie Coates – I Want To Tell You
- Catnap - Still Have Me
- Arunpong Chaiwinit - From This Day Forward
- Fluke Natouch & Ohm Thitiwat - We’ll Always Meet Again

## 原作
KADOKAWAより、タイBLドラマの漫画化が発表され、その1作としてLazySheepによる原作小説「The Red Thread」の日本語翻訳版小説が2021年春に発売、コミックスが電子版『CIEL』にて連載を予定であることが2020年11月に発表された。漫画は2021年5月30日より電子版『CIEL』にて連載開始。

### 既刊一覧

#### 小説
- Lazysheep（著）・野ノ宮いと（カバーイラスト[9]）・南知沙（翻訳）『The Red Thread』KADOKAWA〈単行本〉、全2巻
  1. 上巻 2021年6月25日発売[10]、ISBN 978-4-04-111028-7
  2. 下巻 2021年6月25日発売[11]、ISBN 978-4-04-111387-5

#### 漫画
- Lazysheep（原作）・晴山日々子（作画[9]）『The Red Thread』KADOKAWA〈あすかコミックスCL-DX〉、全4巻
  1. 2022年2月1日発売[12][13]、ISBN 978-4-04-111031-7
  2. 2022年11月1日発売[14]、ISBN 978-4-04-113076-6
  3. 2024年3月1日発売[15]、ISBN 978-4-04-114716-0
  4. 2024年3月1日発売[16]、ISBN 978-4-04-114717-7